# 알렉산드르 글라주노프

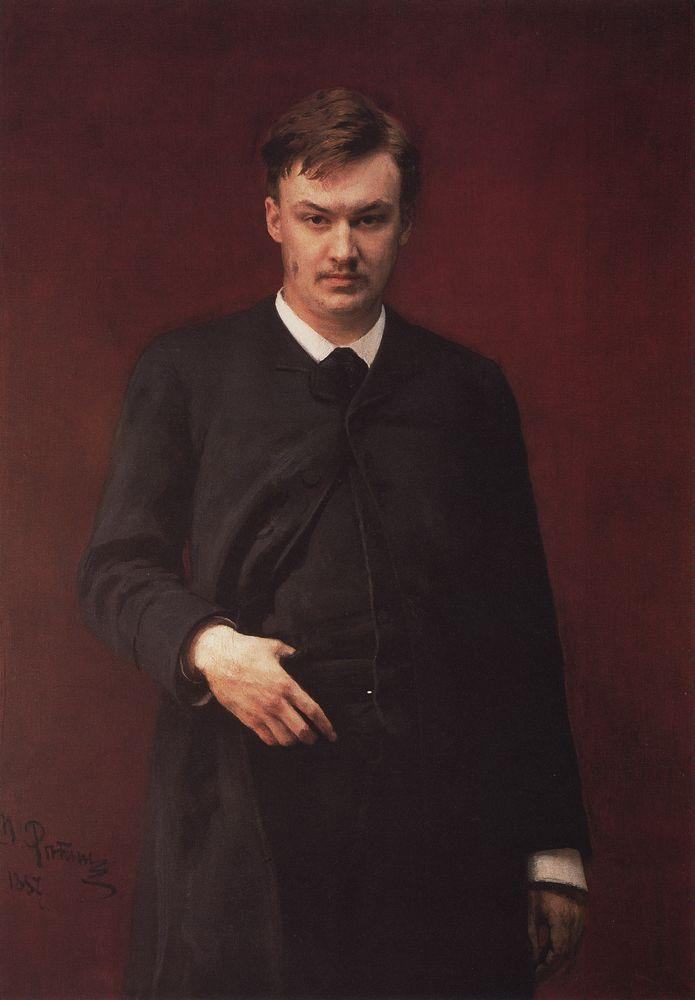
일리야 레핀이 그린 1887년의 글라주노프

알렉산드르 콘스탄티노비치 글라주노프(러시아어: Алекса́ндр Константи́нович Глазуно́в, 1865년 8월 10일~1936년 3월 21일)는 러시아의 작곡가이다.
글라주노프는 상트페테르부르크에서 태어났다. 니콜라이 림스키코르사코프에게 음악을 배웠다.
스승인 림스키코르사코프와 함께 알렉산드르 보로딘이 미완성으로 남긴 오페라 '이고르 공'과 교향곡 제3번 등을 보필 완성했다.
자작곡으로는 아홉 곡의 교향곡(9번은 미완성)과 각종 협주곡, 소나타, 모음곡 등 다양한 장르에 걸쳐 있으나, 현재 러시아 이외의 지역에서 연주되는 경우는 그다지 많지 않다.
교육자로 상트페테르부르크 음악원 원장을 역임했으며, 1905년과 1917년의 혁명을 거치는 동안에도 직책을 유지하면서 드미트리 쇼스타코비치를 비롯한 많은 제자들을 배출했다.
1928년 러시아를 떠나 유럽과 미국을 여행했고, 프랑스에 정착해 지휘 활동을 했다. 1936년 파리시 근교에서 죽었다.
작품으로 March on a Russian Theme in E Major, Op.76, Triumphal March in B Major, Op.40 등이 있다.